# Longare
Longare is een gemeente in de Italiaanse provincie Vicenza (regio Veneto) en telt 5541 inwoners (31-12-2004). De oppervlakte bedraagt 22,7 km², de bevolkingsdichtheid is 244 inwoners per km².
De volgende frazioni maken deel uit van de gemeente: Bugano, Costozza, Lumignano, Secula.

## Demografie
Longare telt ongeveer 2066 huishoudens. Het aantal inwoners steeg in de periode 1991-2001 met 3,1% volgens cijfers uit de tienjaarlijkse volkstellingen van ISTAT.
| Jaar | Inwoneraantal |
| ---- | ------------- |
| 1991 | 5176          |
| 2001 | 5339          |

## Geografie
Longare grenst aan de volgende gemeenten: Arcugnano, Castegnero, Grumolo delle Abbadesse, Montegalda, Montegaldella, Torri di Quartesolo, Vicenza.
Longare ligt op de zuidoever van de Bacchiglione. Hier vormt het Canale Bisatto een aftakking van de rivier naar het zuiden.